# Exochus atriceps
Exochus atriceps là một loài tò vò trong họ Ichneumonidae.